# جون سميث (شاعر)
جون سميث هو شاعر كندي، ولد في 10 أغسطس 1927.